# 캉탱 피용 마이예
캉탱 피용 마이예(프랑스어: Quentin Fillon Maillet, 1992년 8월 16일~)는 프랑스의 바이애슬론 선수이다. 2022년 동계 올림픽에서 금메달 2개, 은메달 3개를 획득했으며 단일 올림픽 대회에서 메달 5개 이상을 획득한 4명의 프랑스 선수 중 한 명이다. 또한 세계 선수권 대회에서 금메달 5개, 은메달 4개, 동메달 7개를 획득했고 바이애슬론 월드컵에서 개인종합 우승 1회를 차지했다.